# Hojanca
Hojanca es una  variedad cultivar de manzano (Malus domestica) Esta manzana está cultivada tradicionalmente en la sierra norte de Madrid Comarca Lozoya Somosierra, en Prádena del Rincón, Sierra del Rincón. Se está cultivando en el vivero de "La Troje" "Asociación sembrando raíces, cultivando biodiversidad", donde cultivan variedades frutícolas y hortícolas de la herencia para su conservación y recuperación de su cultivo. Así mismo está cultivado en el IMIDRA- Banco de Germoplasma de Variedades Tradicionales de Frutales de la Comunidad de Madrid (Finca La Isla).

## Sinónimos
- “Manzana Hojanca“,
- "Manzanas Hojancas".[5]

## Historia
Solo nos hablaron de esta variedad en Prádena, dónde era la variedad más abundante junto a las manzanas rojas. En el Banco de Germoplasma del CITA (Diputación General de Aragón, Zaragoza), está registrada una variedad con este nombre, aunque desconocemos sus características (Carravedo et al. 2004).
En la Sierra Norte de Madrid está arraigado su cultivo; en Prádena del Rincón Sierra del Rincón llevan cultivándose más de un siglo. Se conserva en cultivo por ser muy productiva y durar hasta Navidad, es apreciada por su sabor dulce parecido a plátano.

## Características
Hojas similares al reineto pero más pequeñas. Fenología: Maduran a principios de octubre.
El manzano de la variedad 'Hojanca' tiene un vigor elevado, y necesita poca agua para su desarrollo pudiendo tenerlo cultivado de secano; con la floración en los meses de marzo y abril; las flores se presentan capullo rojo y flor abierta jaspeada de rojo. Hojas similares al reineto pero más pequeñas.
La variedad de manzana 'Hojanca' tiene un fruto de tamaño pequeño a mediano; forma achatada aplastada, similar a reineta; piel lisa, y color de fondo verde amarillento, con pintas, sobre color ausente.
Carne blanco-crema de textura aguanosa (jugosa). Sabor dulce “a plátano”. Maduran a principios de octubre. Se consumen crudas.

## Cultivo
Se injertan de púa sobre "maíllos" que se traen "del monte" y "manzanos nacedizos". Los patrones se suelen trasplantar entre noviembre y marzo y se injertan al año siguiente, aunque en algunos casos se realiza el injerto ese mismo invierno. Los patrones se trasplantaban en un hoyo muy hondo “hasta la altura de la faja” (aprox. 1 m). Se debe hacer el hoyo en otoño, porque durante todo el invierno "se cría una babilla de tierra fina en el hoyo" que es beneficiosa para el árbol. Los injertos se deben hacer en febrero o marzo, “cuando se empieza a mover la savia, a despegarse la corteza”. Las púas se solían recoger de frutales más atrasados que el patrón, ya que “la puga tiene que tener menos savia que el patrón, para que no se seque”.